# Nuctenea
Nuctenea (česky křižák, toto jméno je ale používáno pro více rodů) je rod pavouka z čeledi křižákovití (Araneidae). Zahrnuje pouhé tři druhy:
- křižák podkorní (N. umbratica) (Clerck, 1757) – typový druh, výskyt v palearktické oblasti až po severní Afriku
- křižák rašelinný (N. silvicutrix) (C. L. Koch, 1835) – výskyt v holarktické oblasti
- Nuctenea cedrorum (Simon, 1929) – bez českého ekvivalentu, výskyt v Alžírsku.

První dva křižáci se vyskytují i v Česku, nicméně křižák rašelinný patří mezi ohrožené druhy, s omezeným areálem výskytu. Křižák podkorní je hojný druh pavouka a četně žije i v synantropním prostředí.
Rod Nuctenea poprvé popsal francouzský přírodovědec Eugène Simon ve svém díle Histoire naturelle des araignées, jež bylo vydáno roku 1864. Nuctenea původně chápal pouze jako podrod v rámci rodu Epeira (ten je dnes považován za mladší synonymum pro rod Araneus, kam se řadí mj. křižák obecný). Molekulární studie ukazují na příbuznost rodu Nuctenea s rody Larinia a Larinioides.